# Dulsberg
Dulsberg, Hamburg-Dulsberg – dzielnica miasta Hamburg w Niemczech, w okręgu administracyjnym Hamburg-Nord. Jedna z mniejszych dzielnic miasta.  
1 kwietnia 1938 na mocy ustawy o Wielkim Hamburgu włączony w granice miasta.